# 陈瑀
陈瑀（？—？），一作陈璃，字公玮，下邳郡淮浦县（治今江苏省涟水县西）人，东汉末年政治人物。陈球长子，弟陈琮、從兄陈珪。

## 生平
陈瑀举孝廉，辟公府，洛阳市长（洛阳集市的管理员）；后辟太尉府，未到。永汉元年（189年），拜议郎，官至吴郡太守，不就任。
初平三年（192年），有一说袁术任用陈瑀接替已故的陈温为扬州刺史，之後袁术在封丘之戰被曹操打败南逃寿春，然而陈瑀不接纳袁术，袁术退守阴陵並向陈瑀示好，陈瑀不知权变又胆怯，没有立即攻打袁术，袁术遂于淮北聚集军队要取寿春，陈瑀感到畏懼，派弟弟陳公琰(或即陈琮)向袁术请和反被扣留，使陈瑀逃到下邳。
建安二年（197年），陈瑀受任为吴郡太守、安东将军，屯守海西，与严白虎结合。孙策讨伐严白虎，到达钱唐，奉命与陈瑀合作讨伐袁术，陈瑀却袭击孙策，派遣都尉万演等人密渡长江，使他持印传三十馀纽与丹杨县、宣城县、泾县、陵阳县、始安县、黟县、歙县诸县，大帅祖郎、焦巳和严白虎为内应，等待孙策军队出发，想要攻取诸郡。孙策觉察，派遣吕範、徐逸於海西攻打陈瑀，大破陈瑀，枭首其大将陈牧，俘获他的吏士妻儿四千人。陈瑀单骑逃到冀州投奔袁绍，獲袁绍任命为故安都尉。